# Carl-Erik Fröberg
Carl-Erik Torild Fröberg, född 23 juni 1918 i Slätthög, Småland, död 1 oktober 2007 i Lund, var en svensk datalog och fysiker.

## Biografi
Efter studentexamen i Växjö 1936 studerade Fröberg kemi, fysik och matematik vid Lunds universitet. Han disputerade 1949 i teoretisk fysik, och blev först docent och laborator i mekanik och matematisk fysik för att sedan bli professor i det nya ämnet numerisk analys vid Lunds universitet under åren 1965–1984. I Lunds studentliv var han inspektor vid Helsingkrona nation 1967–1983.
Fröberg var en aktiv debattör och förespråkare för användning av kärnkraft. Han var också intresserad av botanik och musik samt hade ett specialintresse för pekoral. Fröberg är begravd på Norra kyrkogården i Lund.

## Forskning

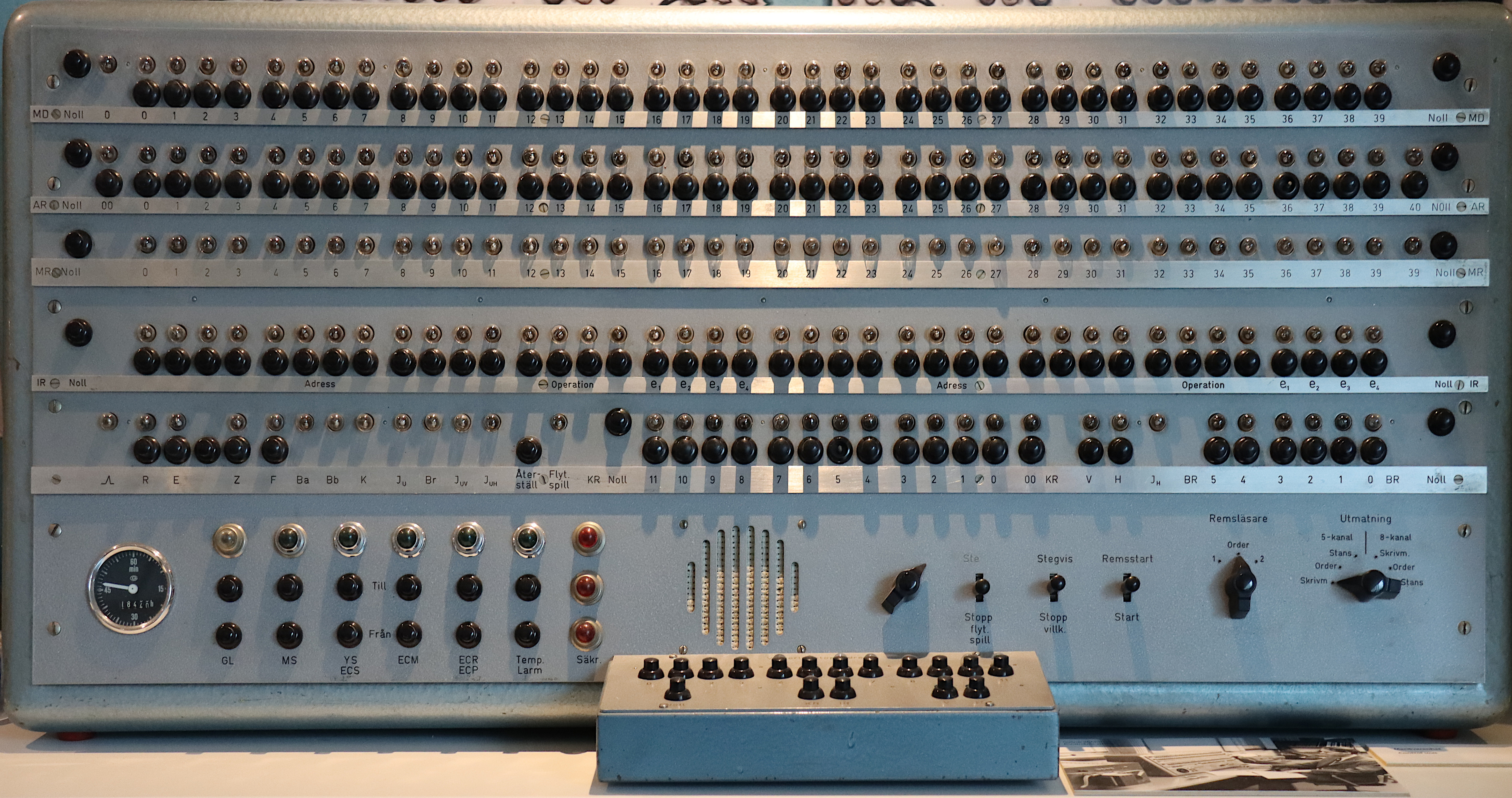
Manöverpanelen till SMIL, numera på Teknikens och sjöfartens hus i Malmö.

Carl-Erik Fröberg tillhörde den grupp på fem unga svenska forskare som 1947–1948 av Ingenjörsvetenskapsakademien sändes till USA med Stig Ekelöf som mentor för att samla information om den tidiga datorutvecklingen och som sedan kom att starkt påverka utvecklingen i Sverige. Fröberg besökte tillsammans med Erik Stemme Institute for Advanced Study och John von Neumanns forskargrupp. Tillbaka i Lund spelade han en drivande roll vid tillkomsten av SMIL (Siffer-Maskinen I Lund), som var den första datorn i Lund och bland de allra första i Sverige. SMIL togs i bruk i juni 1956 och var sedan i drift fram till 1970.
Fröberg stod likaså bakom den tidiga framväxten av numerisk analys som ett eget universitetsämne. Våren år 1956 deltog två studenter i den första kursen i numerisk analys vid Lunds Universitet, och detta var sannolikt den första kursen i numerisk analys i Sverige. Den enda som tenterade kursen var Kai Holmgren som sannolikt även var den första som avlade kandidatexamen i numerisk analys den 6 juni 1957. I detta sammanhang skrev han själv och medarbetade i flera läroböcker inom datautbildningen, till exempel Lärobok i numerisk analys (1962) och Lärobok i Algol (1964), vilka fick stor spridning och översattes till flera språk.

### Böcker (i urval)
- SMIL: siffermaskinen i Lund (med Gunnar Wahlström, i Lunds universitets årsskrift, 1957)
- Numerisk analys (1959)
- Lärobok i numerisk analys (1962)
- Datamaskiner och deras användning (med Bengt Sigurd, 1962)
- Lärobok i Algol (med Torgil Ekman, 1964)
- Data för skolan: numeriska metoder, datamaskiner och programmering (med Torgil Ekman, 1969)
- Programmera i APL (med Jan Bohman, 1976)
- Den förlängda intelligensen (med Bengt Sigurd, 1976)